# セコドントサウルス
セコドントサウルス（Secodontosaurus）は古生代ペルム紀前期に現在の北アメリカに生息していた単弓類。単弓綱・盤竜目（ペリコサウルス目）・真盤竜亜目・スフェナコドン科に属する。

## 特徴

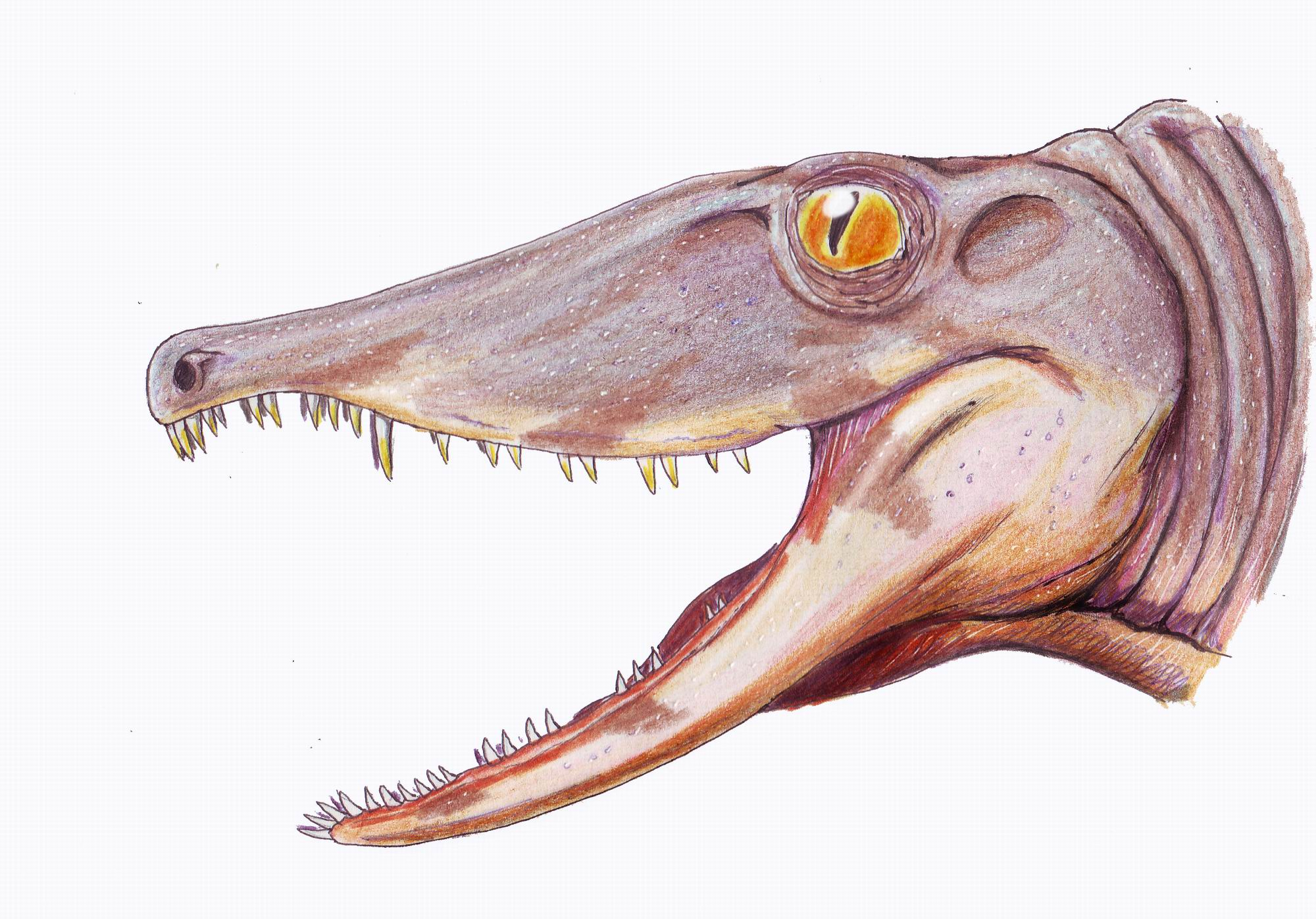
セコドントサウルス頭部

体長約2m、頭蓋長約30cm。体格は他のスフェナコドン科のメンバーと大差はない。しかし、低く長細い頭部には、現生のガビアルを思わせる長く伸びた吻部を持つ。また、犬歯は比較的小さい。この特徴は、魚食性への適応を示していると思われる。また、ディメトロドンと同様、長く伸びた棘突起を持ち、やはりこれに帆が張られていたといわれる。

## 分布
北アメリカ、テキサス州などから化石が出土。